# Sebastià Figuerola i Escusa
Sebastià Figuerola i Escusa (Barcelona, 14 d'agost del 1919 – 28 de febrer del 1996) va ser compositor i publicista en el món de la sardana. Ocasionalment també signà obres seves amb el pseudònim Joan Martinyà.

## Biografia
D'infant va ser cantaire de l'Orfeó Català. Posteriorment va estudiar al Conservatori del Liceu, i amplià la seva formació amb els mestres Joaquim Zamacois (harmonia) i, en la seva estada a Figueres als anys quaranta, Josep Cirilo (composició). Visqué gran part de la seva vida a l'Hospitalet de Llobregat, on col·laborà amb diverses iniciatives sardanistes. Destaca per mes de cent-i-vint sardanes, i un centenar de revesses, que van ser la seva especialitat. Uns títols estranys son: Bruixeries, Comptant et descomptaràs, Gat per llebre, Incerta, Ja heu begut oli, Repte i les clàssiques Baixada amunt i Pujada avall, «que tenen com a objectiu enganyar els sardanistes per tal que no puguin saber quants compassos componen els curts i quants els llargs».
Va ser redactor de la Guia del sardanista, un butlletí i agenda sardanista de gran difusió en els anys quaranta i cinquanta.
El seu oncle, Lluís Escusa i Ferrer, també va ser músic i compositor de sardanes.

## Obres
- L'as d'oros d'Encamp, ballet
- Ball de Sant Ferriol [de Senterada]
- Ball de Santa Anna, harmonització del ball popular andorrà
- Ball del rogle [d'Areny]
- Contrapàs, harmonització del ball popular andorrà
- L'esquerrana, harmonització del ball popular andorrà
- Himne de la Mostra de dansa de Cerdanyola, polca
- Mai enrera, galop signat Joan Martinyà
- Sempre avant, galop signat Joan Martinyà

### Sardanes
(Selecció. Vegeu-ne la relació completa a aquesta base de dades)
- A Jaume Ventura Tort (1986)
- A l'esbart de Sant Isidre (1963)
- Adéu (1946), molt popular als anys 40-50
- Al 25è aplec de Bellvitge (1990)[2]
- L'Aliança Torrassenca (1948)[2]
- L'aplec de maig, lletra i música de Sebastià Figuerola
- L'aplec de Paretdelgada (1950)
- Ara sento la tristesa (1952)
- Bellvitge (1962)[2]
- Cant a la mare (1980)
- Colla Joan Maragall (1948)
- Delicadesa (1950)
- Desensomni d'Horta (1952)
- Enyorant-la (1944), primera sardana
- Estimada mare (1945)
- Eucarística (1952), dedicada al Congrés Eucarístic Internacional de Barcelona
- En Josep Maria (1986)
- Festeig entre onades (1946), per a 2 cobles
- Els gegants de l'Hospitalet (1962)[2]
- Guia del sardanista 1945-1946 (1946)
- Ignàsia (1946), obligada de tible
- Magdala (1953), a la seva esposa
- Miramar (1981)
- La nostra Maria Teresa (1960)
- La nostra Montserrat (1985)
- Onades (1981), obligada per a dos trombons
- Records de Figueres (1949)
- Ressò d'Artés (1989)
- Sant Feliu, vila de roses (1949)
- Santboiana (1946)
- Sincera gratitud (1960), obligada per a tible
- Som de l'Ametlla de Mar (1995)
- Unes aloses han deixat caure flors per tu Anna (1964)

Signades com a Joan Martinyà: A l'envelat (1981), El Lluçanès (1981), El most (1947), La riera del Canyet, La savinosa

## Discografia
- Sardanes de Sebastià Figuerola i Escusa, per la Cobla Els Montgrins (CD - Barcelona: Alternativa, 1991)
- Andorra: balls populars, per la Cobla Maravella (LP - Barcelona:Sayton, 1972)